# Acromioplastie
L'acromomioplastie est une intervention chirurgicale sous arthroscopie de l'acromion. Elle consiste en un rabotage de l'acromion à visée antalgique souvent pratiquée dans les cas de rupture de la coiffe des rotateurs.